# Yairo Yau
Yairo Armando Glaize Yau, más conocido como Yairo Yau (Panamá, 7 de septiembre de 1989) es un exfutbolista panameño. Jugó como delantero. Ha pertenecido a la selección de Panamá.

## Trayectoria

### Alianza FC
Se formó en las categorías inferiores del Alianza FC y en el 2009 a la edad de 19 años, Yau comenzó su carrera profesional en la Primera División de Panamá, jugó la LPF Apertura 2009 quedando en la última posición, en la LPF Clausura 2010 jugó 15 partidos y anotó 1 gol quedando en la quinta posición, en la LPF Apertura 2010 jugó 13 partidos y anotó 3 goles quedando en la séptima posición.

### Sporting SM
El 1 de enero de 2011 fue anunciado como nuevo jugador del Sporting San Miguelito. Debutó con el club el 1 de febrero de 2011 en la victoria 4 a 1 ante su exclub el Alianza FC en donde fue titular y jugó hasta el minuto 46. En la LPF Clausura 2011 jugó 17 partidos y anotó 1 gol llegando hasta las semifinales quedando eliminado contra el San Francisco FC con un global de 4 a 2.

### Deportivo Cali
El 1 de julio de 2011 fue anunciado como nuevo jugador del Deportivo Cali por una transacción de 35,000 dólares. Debutó con el club el 14 de septiembre de 2011 en la derrota 2 a 1 contra las Águilas Doradas en el Estadio Metropolitano Ciudad de Itagüí en donde fue suplente y entró al minuto 46 por Cristian Higuita marcando el único gol al minuto 65. En el Torneo Finalización 2011 jugó 6 partidos y anotó 1 gol quedando en la décima posición.

### Sporting SM
El 13 de enero de 2012 fue anunciado su regreso al Sporting San Miguelito siendo esta su segunda etapa con el club. Se mantuvo entrenando con el club porque esperaba una oferta del extranjero.

### Sydney FC
El 11 de julio de 2012 fue anunciado como nuevo jugador del Sydney Football Club cedido por el Sporting SM. Debutó con el club el 6 de octubre de 2012 en la derrota 2 a 0 contra el Wellington Phoenix Football Club en el Sky Stadium en donde fue suplente y entró al minuto 59 por Krunoslav Lovrek. En la A-League 2012-13 jugó 18 partidos y anotó 6 goles en donde quedaron en la séptima posición. En la A-League 2013-14 jugó 8 partidos quedando eliminado en la primera ronda contra el Melbourne Victory en un marcador de 2 a 1. El 7 de enero de 2014 finaliza su cesión con el club.

### Sporting SM
El 8 de enero de 2014 fue anunciado su regreso al Sporting San Miguelito tras su cesión en el Sydney Football Club. Estuvo la mitad del 2014 lesionado y recuperándose con el club, disputó su primer partido tras recuperar de su lesión el 19 de julio de 2014 en la victoria 1 a 2 contra el Chepo FC en el Estadio Rommel Fernández en donde fue suplente y entró al minuto 51 por Luis Hurtado. Quedó subcampeón de la LPF Apertura 2014 en la derrota 0 a 1 contra el San Francisco FC, en donde jugó 17 partidos y anotó 8 goles. En la LPF Clausura 2015 jugó 14 partidos y anotó 2 goles quedando eliminado en las semifinales ante el CA Independiente con un global de 3 a 2.

### Coras de Tepic
El 14 de junio de 2015 fue anunciado como nuevo jugador de los Coras de Tepic. Debutó con el club en la Copa MX el 29 de julio de 2015 en el empate 2 a 2 contra el Monarcas Morelia en el Arena Cora en donde fue suplente y entró al minuto 64 por Eduardo Fernández. En la Copa México Apertura 2015 jugó 2 partidos quedando eliminados en la fase grupos. En el Torneo Apertura 2015 Liga de Ascenso jugó 8 partidos quedando en la undécima posición.

### San Francisco FC
El 7 de enero de 2016 fue anunciado como nuevo jugador del San Francisco FC. Debutó con el club el 22 de enero de 2016 en la victoria 1 a 0 contra el CD Plaza Amador en el Estadio Agustín Muquita Sánchez en donde fue suplente y entró al minuto por Eduardo Jiménez. En la LPF Clausura 2016 jugó 16 partidos y anotó 2 goles quedando en la novena posición, en la LPF Apertura 2016 jugó 10 partidos y anotó 3 goles quedando en la sexta posición, en la LPF Clausura 2017 jugó 14 partidos y anotó 6 goles quedando en la quinta posición, en la LPF Apertura 2017 jugó 3 partidos quedando en la séptima posición.

### CS Cartaginés
El 19 de diciembre de 2017 fue anunciado como nuevo jugador del CS Cartaginés. Debutó con el club el 14 de enero de 2018 en la derrota 0 a 3 contra el Deportivo Saprissa en el Estadio José Rafael "Fello" Meza en donde fue titular y jugó hasta el minuto 61. En el Campeonato Clausura 2018 jugó 9 partidos y anotó 1 gol quedando en la última posición.

### Sporting SM
El 6 de julio de 2018 fue anunciado como nuevo jugador del Sporting San  Miguelito siendo esta su cuarta etapa con el club. Disputó su primer partido tras su regreso el 28 de julio de 2018 en la victoria 0 a 2 contra el Club Deportivo Universitario en el Estadio Maracaná de Panamá en donde fue titular y jugó hasta el minuto 79. En el Torneo Apertura 2018 jugó 15 partidos y anotó 5 goles quedando en la última posición, en el Torneo Clausura 2019 jugó 10 partidos y anotó 1 gol quedando en la octava posición.

### Costa del Este FC
El 1 de julio de 2019 fue anunciado como nuevo jugador del Costa del Este FC. Debutó con el club el 7 de septiembre de 2019 en el empate 0 a 0 contra su exclub el Sporting SM en el Estadio Javier Cruz en donde fue suplente y entró al minuto 58 por César Yanis. Fue subcampeón del Torneo Apertura 2019 en donde jugó 10 partidos y anotó 2 goles.

### Quiché FC
El 1 de enero de 2020 fue anunciado como nuevo jugador del Quiché FC. Disputó el Torneo Clausura 2020 Primera División en donde no terminó el torneo por el COVID 19. Después de eso tuvo problemas contractuales con el club y se mantuvo en Panamá hasta finalizar su contrato.

### Sporting SM
El 18 de julio de 2011 fue anunciado como nuevo jugador del Sporting San Miguelito siendo esta su quinta etapa con el club. Disputó si primer partido tras su regreso el 8 de agosto de 2021 en la derrota 1 a 2 contra el Alianza FC en el Estadio Javier Cruz en donde fue suplente y entró al minutó 46 por el paraguayo Víctor Ávalos. En el Torneo Clausura 2021 jugó 15 partidos y anotó 3 goles en donde quedó de última posición en la conferencia este. A final del año 2021 fue dado de baja por el club.

### CD Árabe Unido
El 15 de marzo de 2022 fue anunciado como nuevo jugador del CD Árabe Unido. Debutó con el club el 26 de marzo de 2022 en la derrota 1 a 0 contra el Atlético Chiriquí en el Estadio San Cristóbal en donde fue titular y jugó hasta el minuto 46. En el Torneo Apertura 2022 jugó 8 partidos quedando en la última posición de la conferencia este.

### Águilas de la U
El 7 de enero de 2023 fue anunciado como nuevo jugador de las Águilas de la U. Disputó con el club el Torneo Apertura 2023 Liga Prom en donde quedó subcampeón de la conferencia oeste. A finales del torneo anunció su retiro del fútbol.

## Selección nacional

### Categorías inferiores
Fue convocado por la selección sub-21 de Panamá en la clasificación a los XXI Juegos Centroamericanos y del Caribe en donde jugó 1 partido en dicha clasificación. Fue convocado por la selección sub-23 de Panamá para el Preolímpico de Concacaf de 2012 en donde jugó 5 partidos y anotó 1 gol quedando eliminado en la fase de grupos.

### Selección Absoluta
Yau debutó con la selección absoluta el 7 de septiembre de 2010 en la victoria 3 a 0 contra Trinidad y Tobago en el Estadio Rommel Fernández en donde fue suplente y entró al minuto 67 por Luis Rentería. En la Clasificación de Concacaf para la Copa Mundial de Fútbol de 2014 jugó 4 partidos. En total Yau fue 11 internacional con la selección absoluta.

### Participaciones en selección nacional
| Copa             | Categoría | Sede           | Resultado      | Partidos | Goles |
| ---------------- | --------- | -------------- | -------------- | -------- | ----- |
| Preolímpico 2012 | Sub-23    | Estados Unidos | Fase de grupos | 5        | 1     |

## Clubes
| Club                 | País       | Año         |
| -------------------- | ---------- | ----------- |
| Alianza F.C.         | Panamá     | 2009 - 2010 |
| Sporting SM          | Panamá     | 2011        |
| Deportivo Cali       | Colombia   | 2011        |
| Sporting SM          | Panamá     | 2011 - 2012 |
| Sydney Football Club | Australia  | 2012 - 2014 |
| Sporting SM          | Panamá     | 2014 - 2014 |
| Coras de Tepic       | México     | 2015        |
| San Francisco FC     | Panamá     | 2016 - 2018 |
| CS Cartaginés        | Costa Rica | 2018        |
| Sporting SM          | Panamá     | 2018 - 2019 |
| Costa del Este FC    | Panamá     | 2019 - 2020 |
| Quiché FC            | Guatemala  | 2020 - 2021 |
| Sporting SM          | Panamá     | 2021 - 2022 |
| CD Árabe Unido       | Panamá     | 2022        |
| Águilas de la U      | Panamá     | 2023        |